# Paco Álvarez
Paco Álvarez (Ciudad de México, 27 de mayo de 1975) es un músico, cantautor, director de cine, documentalista, poeta y escritor mexicano. Aunque es principalmente conocido como cineasta, es ganador del Honorable Mention Award del Metropolitan Film festival de Nueva York, y de la mención honorífica en el Binational Independent Film Festival de El Paso (Texas).

## Biografía

### El cine
Paco Álvarez nació en Ciudad de México el 27 de mayo de 1975. Estudió Comunicación y Cine en la Universidad Iberoamericana; es productor y director del documental Los Serdán, secretos de una familia de héroes y de La esfera, producido con la NASA y la  NOAA (National Oceanic and Atmospheric Administration). También produce y dirige comerciales y campañas de turismo junto a Luis Miguel, Chayanne, Gael García, Cecilia Suárez, Ana Serradilla, Demián Bichir, Lila Downs. Realizó los videoclips de  Chayanne Madre Tierra y Dulce María, de su anterior producción discográfica.
En 2021 realiza el documental sobre el icónico boxeador Salvador Sánchez, que participa en el festival internacional de docuemntales DOCS resultando también ganador de varios premios internacionales en París, Londres, Italia, Japón,
En 2023 anuncia el lanzamiento de su primer película de ficción Diario de un viaje inesperado de la mano de Cinépolis distribución y con las actuaciones estelares de Xabiani Ponce de León, Getsemaní Vela, Martha Claudia, y Moisés Arizmendi,

### Música y colaboraciones
En 2013 publicó el disco-libro Manual para olvidados, una obra prologada por Elena Poniatowska que incluye colaboraciones con Luis Eduardo Aute —a quien conoció años atrás en una visita del cantautor a la ciudad de Puebla—, Tania Libertad, Santiago Feliú y Raúl Ornelas, entre otros, y donde incluye un poema leído por el poeta chiapaneco Jaime Sabines. El disco-libro es su ingreso a la poesía musicalizada. 
En 2017 publicó el disco Canciones desde casa con Universal Music. El álbum contó con colaboraciones de Leonel García, Luis Eduardo Aute, Juan Manuel Torreblanca, Dulce María, y una participación del trovador Miguel Inzunza
En 2020, participa en el disco 2020 abril con el tema «24509», junto a otros cantautores iberoamericanos, con el objetivo de recaudar fondos para la población de México afectada por el COVID-19.
El 11 de diciembre de 2020, lanza el  primer sencillo del disco Óleo llamado «No es tarde», una colaboración con la artista española Rozalén "una canción potente con un sonido melancólico y esperanzador" 
En 2021 lanza al mercado «Todo importa» junto a Edgar Oceransky y en 2022, junto con su esposa Dulce María, hacen la canción «Pequeña», dedicada a su hija María Paula y que forma parte del disco de la ex RBD, Órigen .
En 2024, lanza el EP Óleo donde incluye como sencillo un cover del tema «Nos ocupamos del mar» escrito por los compositores españoles Javier Krahe, y Jorge Krahe
Elena Poniatowska escribe sobre la poesía y música de Paco Álvarez:

Este Manual recuerda que el amor es un ciclo pero no es siempre igual. A veces mata, a veces vuelve a la vida. “Seas mi extremo y yo tu encuentro” Los poemas de Paco Álvarez pueden cantarse, esa es su razón de ser. Tal vez, al cantarlas lleguen más rápido al lugar secreto de los sentimientos.

### Poesía
La editorial española Mueve tu lengua —otrora Frida Ediciones— publicó en 2018 un libro de poemas de Paco Álvarez, titulado Mis días contigo, lanzado simultáneamente en España, y México.

### Vida personal
Tiene 3 hijos de su primer matrimonio. En noviembre de 2019 se casó en el lago de Tequesquitengo, Morelos, con la actriz y cantante Dulce María con quien salía desde 2016. En junio de 2020 la pareja anunció que estaban esperando su primera hija. En noviembre del 2020 se hizo público el nacimiento de su hija María Paula.

## Discografía

### Sencillos
- Nos ocupamos del mar (Virgin Music Group, 2024)
- Pequeña (Virgin Music Group, 2022)
- Todo importa (Virgin Music Group, 2021)
- No es tarde (Virgin Music Group, 2020)
- La Historia de la Satisfacción (Virgin Music Group, 2019)
- Manual para olvidados (Virgin Music Group, 2013)
- Rebelión (Virgin Music Group, 2013)
- Aunque sólo sea uno (Virgin Music Group, 2013)
- Que este verso nos escriba (Virgin Music Group, 2013)

### Discos de larga duración

#### Estudio
- Óleo (Virgin Music Group, 2024)
- Canciones desde casa (Universal Music, 2017)
- Manual para olvidados (Virgin Music Group, 2013)

### Colectivos
- 2020 abril (Cantar para ayudar, 2020)

## Poemarios
- Ets, tu poesía (Mueve tu lengua, Madrid, 2019)
- Mis días contigo (Mueve tu lengua, Madrid, 2018)
- Lobo (Mueve tu lengua, Madrid, 2018)
- Si nos organizamos, leemos todos (Mueve tu lengua, Madrid, 2017)
- Manual para olvidados (Dragora, México, 2013)
- Hasta agotar la existencia III (Editorial Resistencia, México, 2006)
- Hasta agotar la existencia II (Editorial Resistencia, México, 2004).

## Filmografía
- Diario de un viaje inesperado (Cinépolis distribución, 2023)
- Sal (2021)
- Los Serdán, secretos de una familia de héroes (Conaculta, 2010)
- La Esfera (Sicom, 2008)